# Седлари
Седла́ри (болг. Седлари) — село в Кирджалійській області Болгарії. Входить до складу общини Момчилград.

## Населення
За даними перепису населення 2011 року у селі проживали 192 особи, з них 162 особи (99,4%) — турки.
Розподіл населення за віком у 2011 році:
Динаміка населення: